# The Heavy Heavy Hits
Albums de Madness
Total Madness – The Very Best of Madness
(1997) Universal Madness: Live in Los Angeles
(1999)
The Heavy Heavy Hits est une compilation de Madness, sortie le 16 février 1999.

## Liste des titres
| No  | Titre                       | Durée |
| --- | --------------------------- | ----- |
| 1.  | The Prince                  | 3:19  |
| 2.  | One Step Beyond             | 2:17  |
| 3.  | My Girl                     | 2:44  |
| 4.  | Night Boat to Cairo         | 3:30  |
| 5.  | Baggy Trousers              | 2:46  |
| 6.  | Embarrassment               | 3:10  |
| 7.  | Los Palmas 7                | 2:01  |
| 8.  | Grey Day                    | 3:39  |
| 9.  | Shut Up                     | 4:05  |
| 10. | It Must Be Love             | 3:17  |
| 11. | Cardiac Arrest              | 2:51  |
| 12. | House of Fun                | 2:49  |
| 13. | Driving in My Car           | 3:18  |
| 14. | Our House                   | 3:20  |
| 15. | Tomorrow's Just Another Day | 3:10  |
| 16. | Wings of a Dove             | 3:01  |
| 17. | The Sun and the Rain        | 3:30  |
| 18. | Michael Caine               | 3:29  |
| 19. | One Better Day              | 4:15  |
| 20. | Yesterday's Men             | 4:08  |
| 21. | Uncle Sam                   | 3:06  |
| 22. | Sweetest Girl               | 4:20  |
| 23. | Waiting for the Ghost Train | 3:45  |